# Die Wand (pel·lícula de 2012)
Die Wand és una pel·lícula dramàtica austríaco-alemanya de 2012 escrita i dirigida per Julian Pölsler i protagonitzada per Martina Gedeck. Basada en la novel·la de 1963 Die Wand de l'escriptora austríaca Marlen Haushofer i adaptada per a la pantalla per Julian Pölsler, la pel·lícula tracta sobre una dona que visita amb amics al seu pavelló de caça als Alps austríacs. Queda sola mentre els seus amics caminen cap a un poble proper, la dona aviat descobreix que està allunyada de tot contacte humà per un misteriós mur invisible. Amb el lleial gos Lynx dels seus amics com a company, viurà els propers tres anys aïllada cuidant els seus animals. Die Wand es va rodar a la regió de Salzkammergut dels Alps austríacs. La pel·lícula va ser seleccionada com a entrada austríaca per al Millor pel·lícula en llengua estrangera als Premis Oscar de 2013, però no va ser nominat.

## Argument
Una dona (Martina Gedeck) viatja amb els seus dos amics, Hugo i Luise, i el seu lleial gos Lynx al seu pavelló de caça aïllat als Alps austríacs. Poc després d'arribar, la Luise insisteix que l'Hugo l'acompanyi a un pub d'un poble proper, deixant enrere el seu gos i la dona. L'endemà al matí, adonant-se que els seus amics no tornaren mai com havia previst, la dona marxa a peu cap al poble, seguida del gos. Mentre camina per la carretera, el seu progrés es veu aturat bruscament per un misteriós mur invisible. Després de diversos intents infructuosos de continuar més enllà de la barrera invisible, la dona torna a l'allotjament amb el gos. Pel camí s'acosta a una masia, però de nou se li impedeix que la paret invisible entri en contacte amb els dos propietaris que apareixen congelats en el temps.
De tornada al pavelló, la dona es deprimeix cada cop més per la seva situació. Després d'explorar de nou la zona amb prismàtics, conclou que la parella de la masia, així com tota la gent del poble, han d'estar morts. Durant el seu passeig, la dona es troba amb una vaca que porta amb ella. Saber que l'animal és alhora una benedicció i una càrrega, l'alimenta i muny, i la posa el nom de Bella. Un temps després, puja al cotxe d'Hugo i condueix per la carretera cap al poble i intenta travessar l'obstrucció, però el cotxe xoca contra la paret invisible.
Lluitant contra la desesperació, la dona decideix que pot sobreviure a l'estiu amb la vaca i el seu interminable subministrament de fusta. Mentre planta patates i busca menjar, fa un seguiment del temps que passa marcant els dies en un calendari, una resta de la vida civilitzada que encara conserva. Ella agafa un gat perdut. Mentre dóna la benvinguda al nouvingut, el gos segueix sent el seu "únic amic en un món de problemes i solitud", sempre content de veure-la. Per sobreviure, es veu obligada a dedicar-se al "negoci sagnant de caçar" animals per menjar.
Un dia la dona va d'excursió a un altre refugi en una pastura d'alta muntanya. Consolada pel càlid sol d'estiu, les belles muntanyes i els suaus sons dels ocells, la dona es veu transformada per l'experiència. Aviat el gat dóna a llum i la dona posa el nom de Perla al gat blanc acabat de néixer. Més tard aquell estiu, la dona amb gran esforç collirà el fenc al prat. A la tardor, el gat blanc Perla mor en una tempesta de vent. El 5 de novembre, la dona comença a escriure el seu "informe" al dors d'antics calendaris i papereria.
La dona i els seus animals s'enfronten a un hivern gelat. L'11 de gener la vaca fa un vedell. En les properes setmanes, la dona es cansa i somia amb sucumbir a la neu mort. El 25 de maig, després d'haver passat un any a l'alberg de l'estreta vall, la dona i els seus animals surten en processó i pugen a la pastura d'alta muntanya on passen l'estiu reconfortats pel sol càlid i les nits d'estrelles. Per primera vegada a la seva vida, la dona experimenta una sensació de calma "com si una gran agulla detingís el rellotge" al seu cap. Durant aquest segon estiu, comença a produir-se una transformació a ella, com si el seu "jo més nou" estigués "sentant absorbit en un tot més gran".
A l'octubre torna la dona a la pastura i torna a començar a escriure el seu informe. L'hivern segueix ràpidament, i aviat la primavera. Un matí veu un corb blanc, aparentment ostracitzat pels seus germans negres. A poc a poc la dona es desvincula del seu passat. Al juny, ella i els animals tornen a la pastura, però enguany no se sent el mateix entusiasme que abans. Un dia, mentre tornava amb Lynx després d'una caminada, la dona veu un home estrany que mata el cadell de la Bella amb una destral. Mentre Lynx corre per aturar-lo, l'home mata el gos lleial. La dona recupera el seu rifle i dispara al desconegut, matant-lo. Després de fer rodar el cadàver per un alt penya-segat, la dona enterra el seu gos Lynx en un forat profund. L'endemà al matí, ella i la vaca Bella abandonen la pastura i tornen a l'estreta vall.
Aquell octubre recull patates i fruita i aviat torna l'hivern. El 25 de febrer, havent-se quedat sense paper per escriure, la dona acaba el seu informe.

## Repartiment
- Martina Gedeck com a Die Frau
- Ulrike Beimpold com a Luise
- Karlheinz Hackl com a Hugo
- Julia Gschnitzer com a Keuschlerin
- Hans-Michael Rehberg com a Keuschler
- Wolfgang Maria Bauer com a Der Mann
- Luchs von Kyffhäuserbach com Lynx/Luchs (gos)

## Alliberament i recepció
Die Wand es va estrenar al 62è Festival Internacional de Cinema de Berlín el 12 de febrer de 2012. Es va estrenar el 5 d'octubre de 2012 a Àustria i va recaptar 74.356 dòlars. El brut mundial va ser d'1.156.765 $.
Rotten Tomatoes, un agregador de ressenyes, informa que el 78% dels 40 crítics enquestats van donar a la pel·lícula una crítica positiva; la valoració mitjana era de 6,54/10. Metacritic l'ha puntuat 67/100 basant-se en 18 ressenyes. Boyd van Hoeij de Variety va escriure que la constant veu en off converteix la pel·lícula en "un audiollibre ben il·lustrat" en què "les imatges i la veu en off mai es fusionen en un sol tot". Neil Young de The Hollywood Reporter va qualificar la fotografia d'"increïblement bella", però va dir que la caracterització de la dona mancava de la història de fons i el "canvi tonal" del clímax és insatisfactoriment incòmode". Gary Goldstein de Los Angeles Times la va anomenar "una pel·lícula notablement implicada" que és "molt més fascinant del que pot semblar". Neil Genzlinger de The New York Times la va anomenar "un estudi d'una sola dona sobre la supervivència física i mental" amb un actuació convincent de Gedeck.

### Premis i nominacions
| Premi                                                        | Categoria                                             | Nominat                                                       | Resultat  |
| ------------------------------------------------------------ | ----------------------------------------------------- | ------------------------------------------------------------- | --------- |
| Premis Bambi, 2012                                           | Millor actriu                                         | Martina Gedeck                                                | Nominat   |
| 62è Festival Internacional de Cinema de Berlín, 2012         | Premi del Jurat Ecumènic, Panorama                    | Julian Pölsler                                                | Guanyador |
| Festival Internacional de Cinema de Mumbai, 2012             | Golden Gateway                                        | Julian Pölsler                                                | Nominat   |
| Deutscher Filmpreis, 2013                                    | Millor so                                             | Christian Bischoff, Johannes Konecny, Uwe Haussig             | Guanyador |
| Deutscher Filmpreis, 2013                                    | Millor actuació d'una actriu en un paper protagonista | Martina Gedeck                                                | Nominat   |
| Deutscher Filmpreis, 2013                                    | Llargmetratge destacat                                | Wasiliki Bleser, Rainer Kölmel, Antonin Svoboda, Bruno Wagner | Nominat   |
| Premis de l'Associació de Crítics de Cinema d'Alemanya, 2013 | Millor actriu                                         | Martina Gedeck                                                | Nominat   |
| Viennale, 2013                                               | Millor pel·lícula                                     | Wasiliki Bleser, Rainer Kölmel, Antonin Svoboda, Bruno Wagner | Nominat   |
| Viennale, 2013                                               | Millor director                                       | Julian Pölsler                                                | Nominat   |
| Viennale, 2013                                               | Millor actriu                                         | Martina Gedeck                                                | Nominat   |
| Viennale, 2013                                               | Millor guionista                                      | Julian Pölsler                                                | Nominat   |
| Viennale, 2013                                               | Millor direcció artística                             | Petra Heim, Enid Löser, Renate Schmaderer, Laura Biemann      | Nominat   |